# Flor de Invierno (pera)
Flor de Invierno es el nombre de una variedad cultivar de pera europea Pyrus communis. Esta pera está cultivada en la colección de la Estación Experimental Aula Dei (Zaragoza). Esta pera también está cultivada en diversos viveros entre ellos algunos dedicados a conservación de árboles frutales en peligro de desaparición. Esta pera variedad muy antigua es originaria de España, en la provincia de Lérida (comunidad autónoma de Cataluña), y tuvo su mejor época de cultivo comercial antes de la década de 1960, y actualmente en menor medida aún se encuentra.

## Historia
En España 'Flor de Invierno' está considerada incluida en las variedades locales autóctonas muy antiguas, cuyo cultivo se centraba en comarcas muy definidas. Se caracterizaban por su buena adaptación a sus ecosistemas y podrían tener interés genético en virtud de su adaptación. Se encontraban diseminadas por todas las regiones fruteras españolas, aunque eran especialmente frecuentes en la España húmeda. Estas se podían clasificar en dos subgrupos: de mesa y de cocina (aunque algunas tenían aptitud mixta).
'Flor de Invierno' es una variedad clasificada como de mesa, se utiliza también en la cocina, difundido su cultivo en el pasado por los viveros comerciales y cuyo cultivo en la actualidad se ha reducido a huertos familiares y jardines privados.

## Características
El peral de la variedad 'Flor de Invierno' tiene un vigor medio; florece a finales de abril; tubo del cáliz en embudo con tubo generalmente muy largo, ensanchándose hacia el corazón. Los pistilos no suelen sobrepasar la entrada del conducto.
La variedad de pera 'Flor de Invierno' tiene un fruto de tamaño variable de medio a muy grande; forma turbinada o turbinada truncada, muy ventruda, cuello poco acentuado, ligeramente asimétrica, superficie irregular con grandes protuberancias y abolladuras, contorno irregular; piel fina, lisa y brillante, ligeramente untuosa; color de fondo amarillo verdoso o pajizo, generalmente sin chapa, rara vez con ligera zona sonrosada, presenta un punteado abundante, de tamaño variable, muy visible, ruginoso-"russeting" con aureola verdosa, zona ruginosa formando puntos o círculos discontinuos en el interior de la cavidad del ojo, "russeting" (pardeamiento áspero superficial que presentan algunas variedades) medio; pedúnculo de longitud corto o medio, grosor medio a muy grueso, muy engrosado formando maza en su extremo y semi-carnoso en la base, leñoso con ligeras verrugas o protuberancias carnosas, color cobrizo con lenticelas muy visibles, recto o ligeramente curvo, implantado generalmente derecho, cavidad peduncular estrecha, poco o medianamente profunda, muy irregular, fuertemente ondulada o mamelonada y a veces con pequeñas protuberancias en su interior; cavidad calicina estrecha o mediana, generalmente bastante profunda, con el borde muy irregular, fuertemente ondulado o mamelonado, interior de la cavidad a veces plisado y con pequeñas protuberancias en el fondo; ojo pequeño o medio, cerrado o entreabierto, con frecuencia fruncido. Sépalos largos, estrechos y puntiagudos con la base carnosa, generalmente convergentes, rara vez erectos.
Carne de color blanco o blanco-amarillenta; textura semi-firme, ligeramente granulosa, jugosa; sabor dulce, aromático, ligeramente alimonado, muy bueno; corazón de tamaño variable. Eje muy corto, elíptico, de anchura variable, abierto o cerrado, interior lanoso. Celdillas amplias. Semillas grandes, forma muy irregular, con cuello muy marcado, a veces ganchudo, con iniciación de espolón, color castaño rojizo oscuro, no uniforme.
La pera 'Flor de Invierno' tiene una maduración durante el invierno (en E. E. Aula Dei de Zaragoza). Aguanta en buenas condiciones varios meses de almacenamiento en un ambiente refrigerado. Se usa como pera de mesa fresca, y en cocina.